# 聖母被昇天 (グエルチーノ)
『聖母被昇天』（せいぼひしょうてん、露: Вознесение Марии、英: Assumption）は、イタリアのバロック絵画の巨匠グエルチーノが1623年ごろ、キャンバス上に油彩で制作した絵画である。「聖母被昇天」を主題としている。作品は現在、サンクトペテルブルクのエルミタージュ美術館に所蔵されている。
作品はアレッサンドロ・テナーリ (Alessandro Tanari) 伯爵により委嘱され、200年以上、彼の末裔の所蔵であった。1841年に、ロシア皇帝ニコライ1世の命で、作品は、ローマのロシア大使館第一書記官パヴェル・クリフツォフ (Pavel Krivtsov) を通してエルミタージュ美術館のために購入されたが、ガエターノ・ジョルダーニ (Gaetano Giordani) はイタリアがかくして「著名な画家による、非常に素晴らしい作品」を失ったことを嘆いた。作品は翌年にサンクトペテルブルクにもたらされたが、作品がイタリアを離れる前の1840年に複製が制作され、現在はヴァチカン美術館内の絵画館に所蔵されている。

## 作品

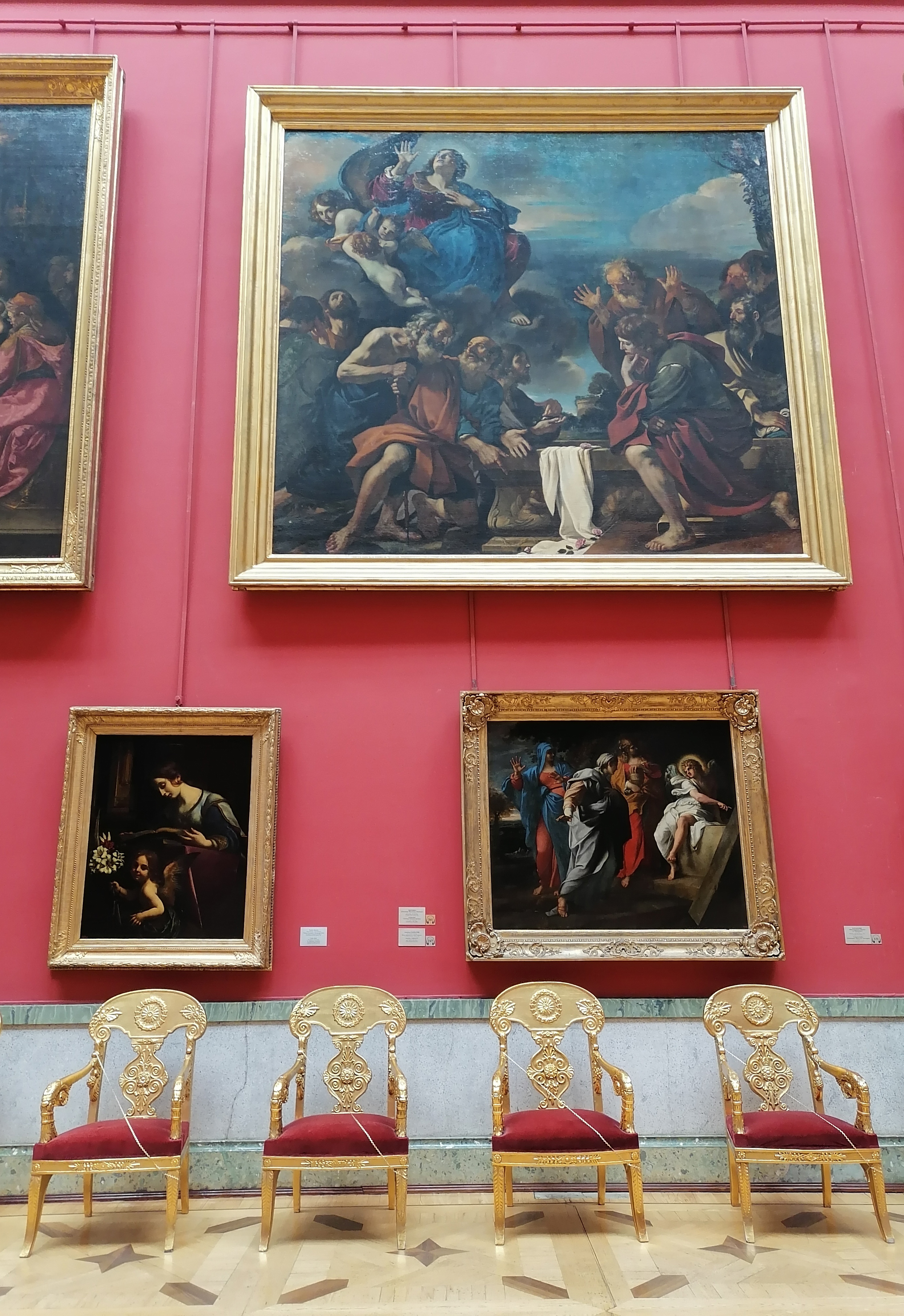
グエルチーノ『聖母被昇天』のエルミタージュ美術館での展示風景。下はアンニーバレ・カラッチの『キリストの墓を訪れた三人のマリア』

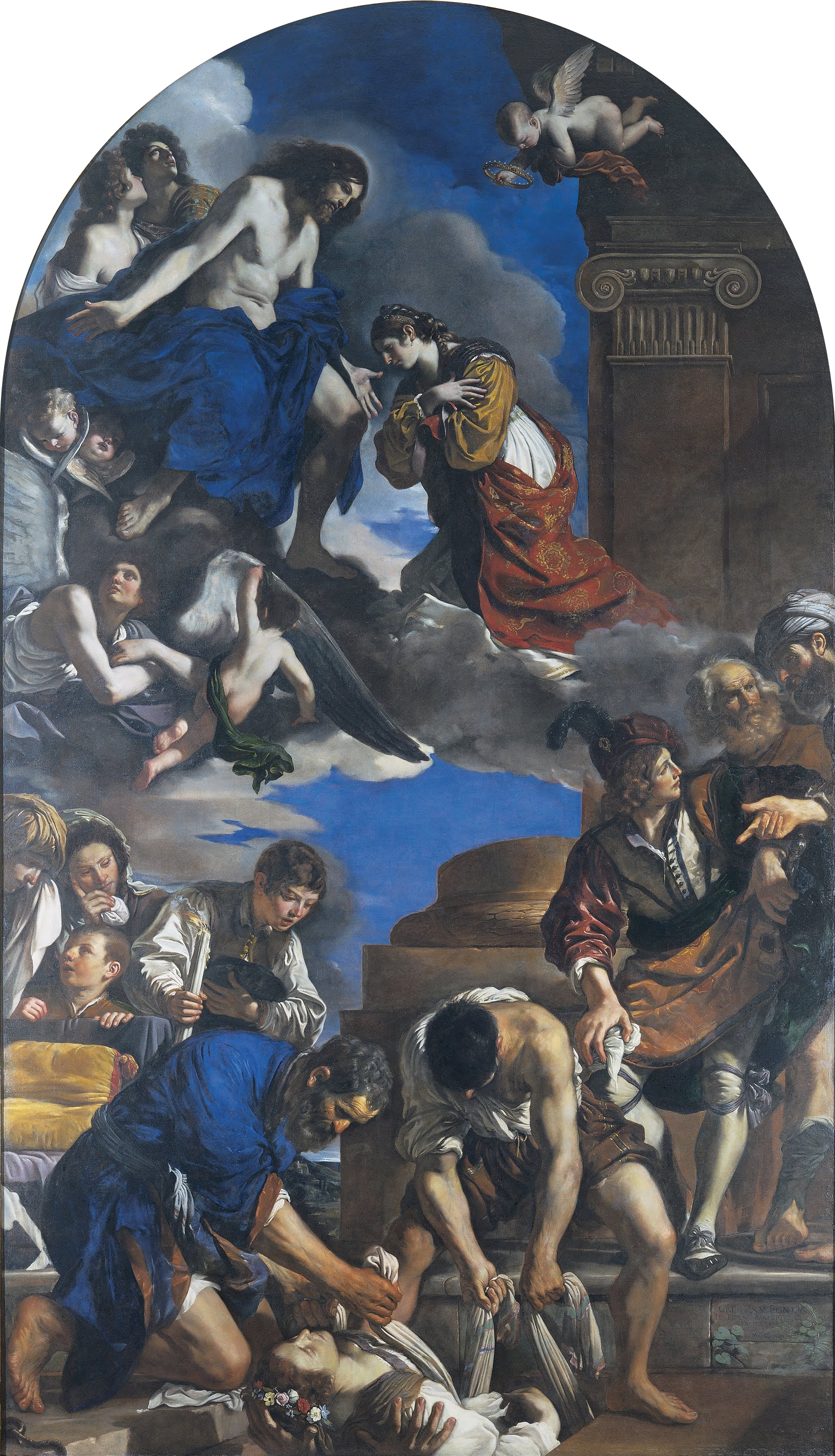
グエルチーノ『聖ペトロニラの埋葬』 (1623年)、カピトリーノ美術館 (ローマ)

「聖母被昇天」の構図は通常、天使たちに支えられ、雲に乗って天に昇る、光背を持つ聖母マリアを表す上半分と、空になった石棺の周囲に天を仰ぐ使徒たちを表す下半分からなる。そのため縦長の構図が適当であるが、グエルチーノはやや横長という画面の制約を計算された構図により見事に解決している。画面は4等分され、それぞれに天をうやうやしく仰ぐ聖母と愛らしい天使たち、石棺を挟んでその左右に、神秘的な出来事にさまざまな反応を見せる使徒たちがカラッチ一族の手法、とりわけルドヴィコ・カラッチの古典主義を思わせる手法で描かれている。この作品にはまた、カラヴァッジョの自然主義、ヴェネツィア派の色彩や躍動感の影響も見られる。
本作は以前の他の絵画のモティーフを用いている。全体の様式は、同じくグエルチーノによる『聖ペトロニラの埋葬』 (カピトリーノ美術館 、ローマ) に類似している。本作の使徒たちは、グイド・レーニが1617年に制作した『聖母被昇天』 (サンタンブロージョ教会、ジェノヴァ) の使徒たちのように表され、人物の1人はグエルチーノの『聖マタイ』 (アルテ・マイスター絵画館、ドレスデン)  と同じである。
洗礼者聖ヨハネ (前景にいる赤い衣服の人物) 像の早い時期の模写がローマのドーリア・パンフィーリ美術館に所蔵されており、しばらくの間グエルチーノ自身による本作のための油彩スケッチであると考えられていた。また、同じく洗礼者聖ヨハネの早い時期の別の模写が1985年10月25日にロンドンのクリスティーズで競売に掛けられた。